# 三斑若無齒脂鯉
三斑若無齒脂鯉為輻鰭魚綱脂鯉目脂鯉亞目上口脂鯉科的其中一個種，分布於南美洲亞馬遜河流域，體長可達15.7公分，棲息在底中層水域，成群活動，以植物為食，生活習性不明，可作為觀賞魚。